# 跳伞塔街道
跳伞塔街道，是中华人民共和国四川省成都市武侯区曾经下辖的一个街道。2019年12月，武侯区调整部分街道行政区划。撤销跳伞塔街道，将原跳伞塔街道所属行政区域划归玉林街道管辖，玉林街道办事处驻盛隆街6号。

## 行政区划
跳伞塔街道下辖以下地区：
棕南社区、棕北社区、成科路社区、科分院社区、新南路社区、南虹村社区和旅游村社区。